# Servatius-Kreuz

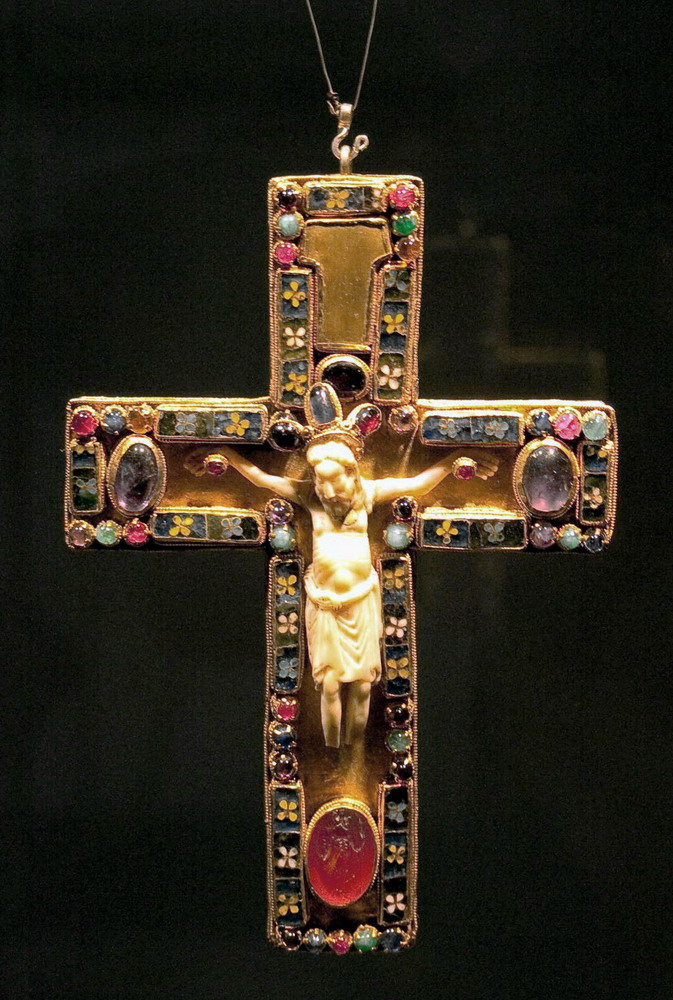
Das Servatiuskreuz

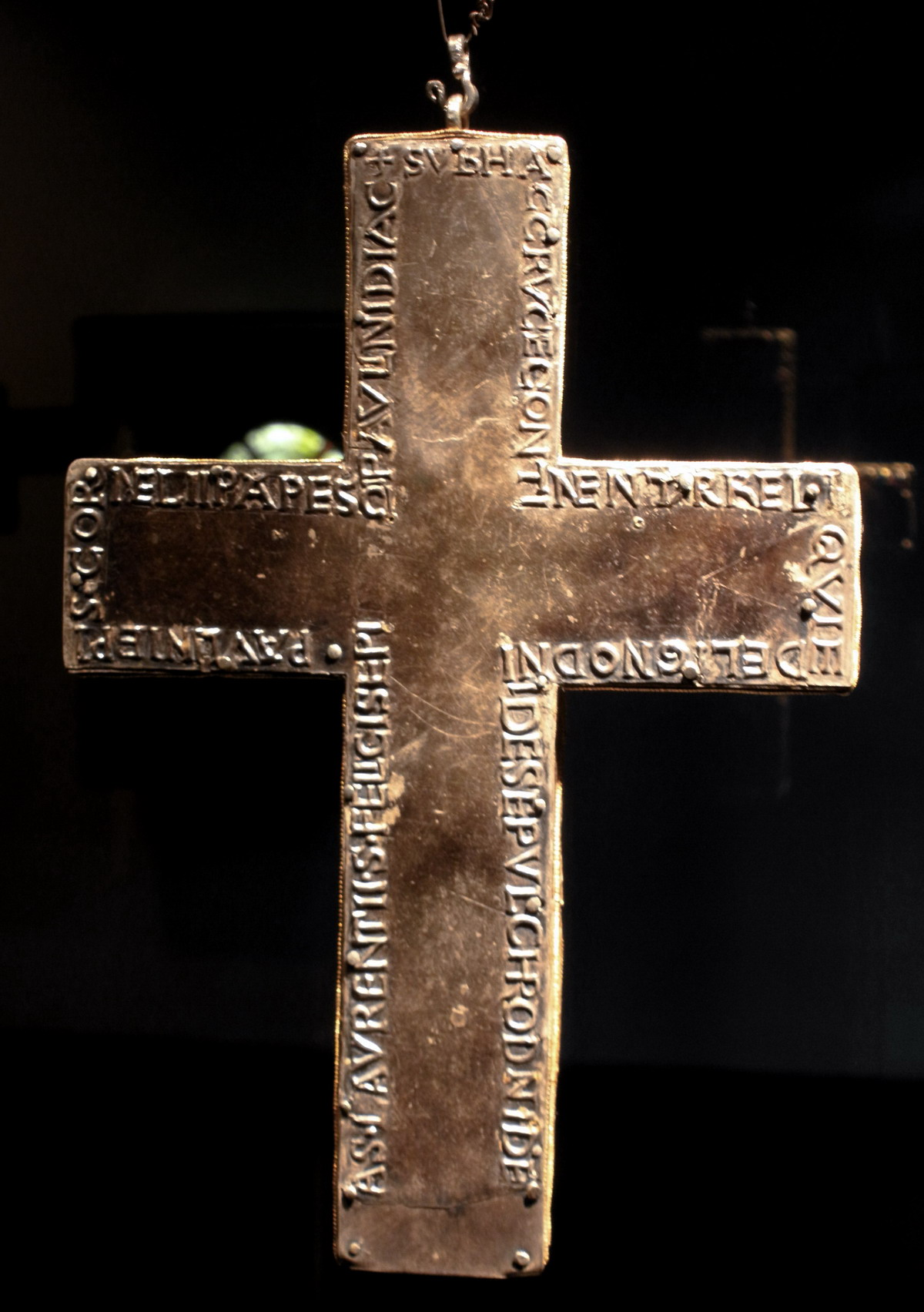
Rückseite des Servatiuskreuzes

Das Servatiuskreuz, oder Brustkreuz des heiligen Servatius, ist eine mittelalterliche Goldschmiedearbeit, die im Kirchenschatz der St. Servatius-Basilika in Maastricht aufbewahrt wird. Das nicht vollständig erhaltene Reliquienkreuz wird gewöhnlich der sogenannten Egbertwerkstatt Bischofs Egbert von Trier zugeschrieben, wobei es sich wahrscheinlich um eine späte Arbeit handelt.

## Geschichte
Aufgrund der Inschrift wird eine Herkunft des Kreuzes aus Trier vermutet. Die in der Inschrift genannten Felix und Paulinus waren Bischöfe von Trier und erscheinen wie auch der ebenfalls genannte Papst Cornelius auf dem Trierer Petrusstab. Die Abtei St. Servatii gelangte kurz vor Egberts Tod 993 in Trierer Besitz. Aufgrund dessen wurde angenommen, dass das Kreuz vor 993 in der Trierer Egbertwerkstatt entstanden war.
Heute wird meistens angenommen, dass das Servatius-Kreuz im zweiten Viertel des 11. Jahrhunderts angefertigt wurde, wahrscheinlich im Auftrage Heinrich III., der das Kreuz möglich im Jahre 1039 bei der Weihe des Neubaus von St. Servatius und seiner drei Tage später erfolgten Thronsetzung, schenkte. Auf jeden Fall seit Anfang des 16. Jahrhunderts, aber wahrscheinlich schon früher, wurde es als Brustkreuz des heiligen Servatius angesehen. Vielleicht wurde ein kleines goldenes Brustkreuz, dass auf den Leichnam des Heiligen vorgefunden worden sein soll, im 11. Jahrhundert auf jenes größere Reliquienkreuz montiert. Nach einer diesem Servatius-Brustkreuz zugeschriebenen Wunderheilung (vielleicht Heinrich der Reiche von Bayern) wurde um 1465 an der Nordseite des Chores von St. Servatius die Königskapelle gebaut.

## Beschreibung
Das Kreuz ist 16,2 cm hoch und 11,2 cm breit. Es besteht aus einem Holzkern, das auf der Vorderseite mit dünnem Goldblech beschlagen ist, auf der Rückseite mit dünnem Silberblech. Die Vorderseite des Kreuzes trägt einen Kruzifixus aus Elfenbein sowie Goldfiligran, Edelsteine, eine antike Gemme sowie Emailplättchen. Auf der Vorderseite wird das mittige Kruzifix, von dem die Füße fehlen, von einem schmalen Rahmen aus hochgefassten rundlichen Steinen und länglichen Emailplättchen umgeben. Oberhalb des Kruzifixes, unterhalb eine T-förmige Goldplatte, sowie links und rechts der Armenden befinden sich je ein größerer Cabochon, unterhalb eines leeren Feldes unterhalb des Kruzifixus eine antike Gemme. Alle Schmuckelemente sowie die Kontur des Kreuzes sind von einem Perldraht gerahmt. Auf der Rückseite des Kreuzes befindet sich die in Silber getriebene Inschrift + SUB HA/C CRUCE C(O)NTI/NENTUR RELI(QUIE) DE LIGNO D(OMI)NI/ DE SEPULCHRO D(OMI)NI DE/…/…A …S(ANCTI) LAURENTII S(ANCTI) FELICIS EP(ISCOP)I/S(ANCTI) PAULINIEP(ISCOP)I S(ANCTI) C(OR)/(N)ELII PAPE S(AN)C(T)I/PAULINI DIA(CONI).
Die Emails
Insgesamt gehören 13 Emailplättchen zum Servatiuskreuz, die in Vollschmelztechnik gearbeitet sind. Alle sind rechteckig, aber unterschiedlich lang und zeigen mehrere vierblättrige Blüten nebeneinander: Sechs Emails weisen drei Blüten auf, vier Emails jeweils zwei sowie drei Emailblättchen je eineinhalb. Die Blütenblätter weisen nicht immer in dieselben Richtungen. Der Grund der Emails ist transluzid, teilweise blau, teilweise grün, wobei grüne und blaue Gründe abwechseln, lediglich auf dem rechten Kreuzarm sind oberhalb des Arms Christi zwei blaue Gründe nebeneinander angebracht. Die Farben der Blütenblätter sind opak, es kommen gelbe, weiße und türkisblaue Blütenblätter vor. Eine Ordnung der Blütenblattfarben ist nicht festzustellen, allerdings kommen gelbe Blütenblätter nur auf blaugrundigen Emails und weiße Blütenblätter nur auf grüngrundigen Emails vor. Technisch sind die Emails eher einfach, die Goldstege sind dick, die Blütenblätter unsymmetrisch im Grund verteilt und unterschiedlich groß. Die Farben, besonders Weiß und Gelb, sind teilweise unsauber.

## Kunsthistorische Erkenntnisse
Die Zuschreibung zur Egbertwerkstatt bleibt umstritten. Aufgrund der gegenüber dem Petrusstab, dem Buchdeckel des Codex aureus Epternacensis oder den Emails des Otto-Mathilden-Kreuzes erkennbar geringeren Qualität der Emails des Servatiuskreuzes wird dieses entweder als Frühwerk oder als Spätwerk der Werkstatt angesehen. Sybille Eckenfels-Kunst bezeichnete es als „Sammelsurium für unterschiedliche Stücke“, die möglicherweise wiederverwendet wurden. Für eine Zweitverwendung der Emails sprächen insbesondere die Emails mit den halben Blüten, da es für dieses Zurechtsägen keinerlei motivische Gründe gäbe. Koldeweij meint das Elfenbein-Kruzifix entstammt die Werkstatt des sogenannten Echternach-Meisters (Trier, 1020–1040).